# Архангельское Голицыно (посёлок железнодорожного разъезда)
Архангельское Голицыно — поселок разъезда в составе  Архангельско-Голицынского сельского поселения Рузаевского района Республики Мордовия.

## География
Находится у железнодорожной линии Рузаевка-Саранск на расстоянии менее 2 километров по на восток от районного центра города Рузаевка.

## История
Известен с 1931 года как разъезд из 5 дворов.

## Население
Постоянное население составляло 76 человек (русские 97%) в 2002 году, 4 в 2010 году .